# Chongqing World Trade Center

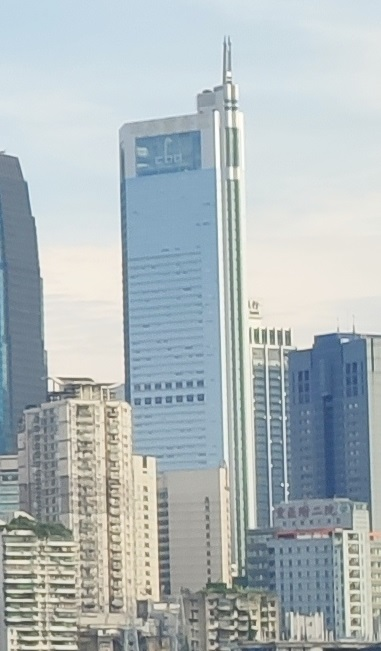
Chongqing World Trade Center en julio de 2019.

Chongqing World Trade Center (WTCC) (en chino 世界贸易中心(重庆)) es un edificio de 283 m de alto ubicado en la ciudad de Chongqing, China. El edificio fue terminado en 2005 después de tres años desde el comienzo de la construcción en 2002. El edificio tiene 60 pisos, con un total 12 ascensores. También hay 2 plantas subterráneas. El tope estructural del edificio es de 262 metros de altura (sin la aguja).

## Galería

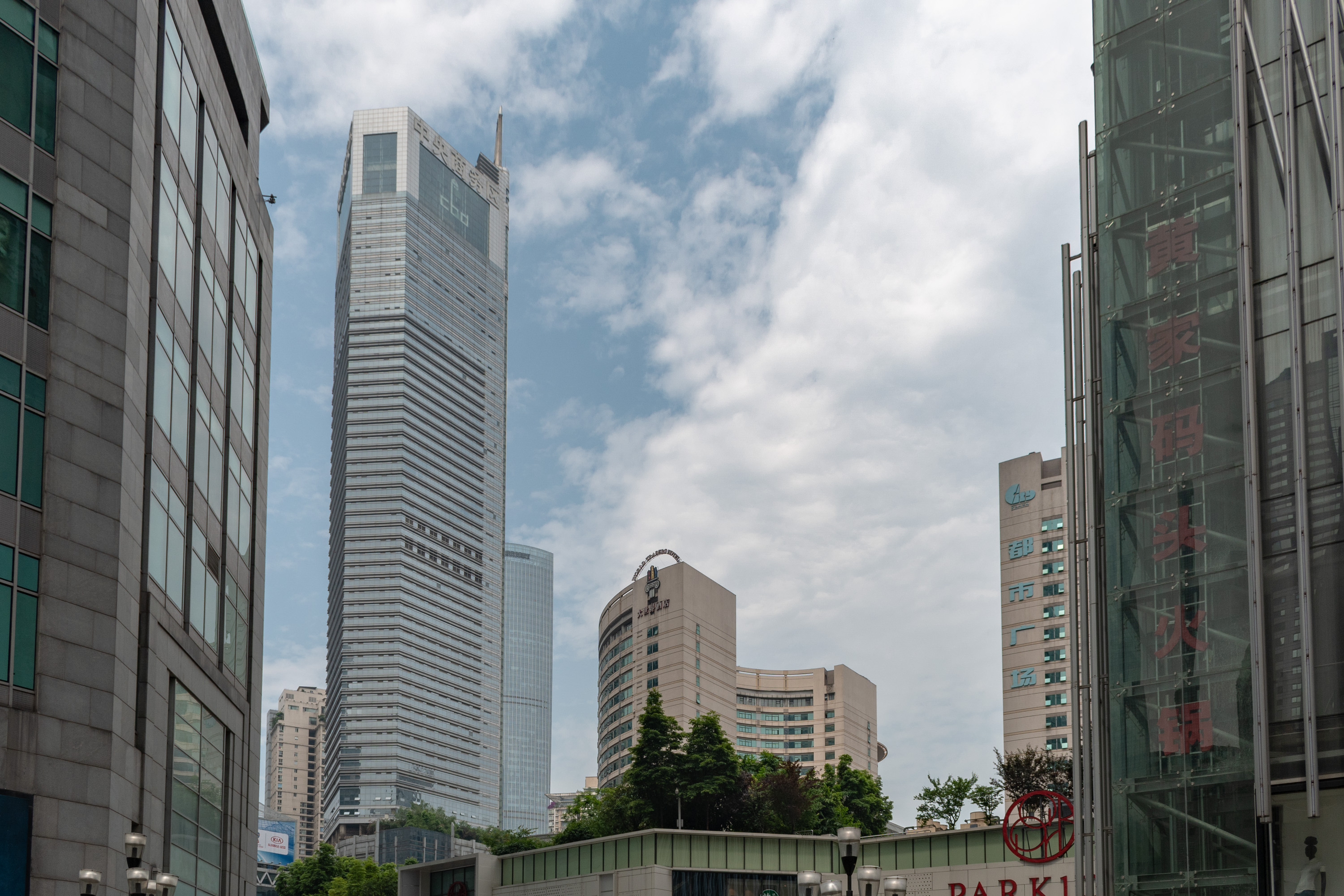
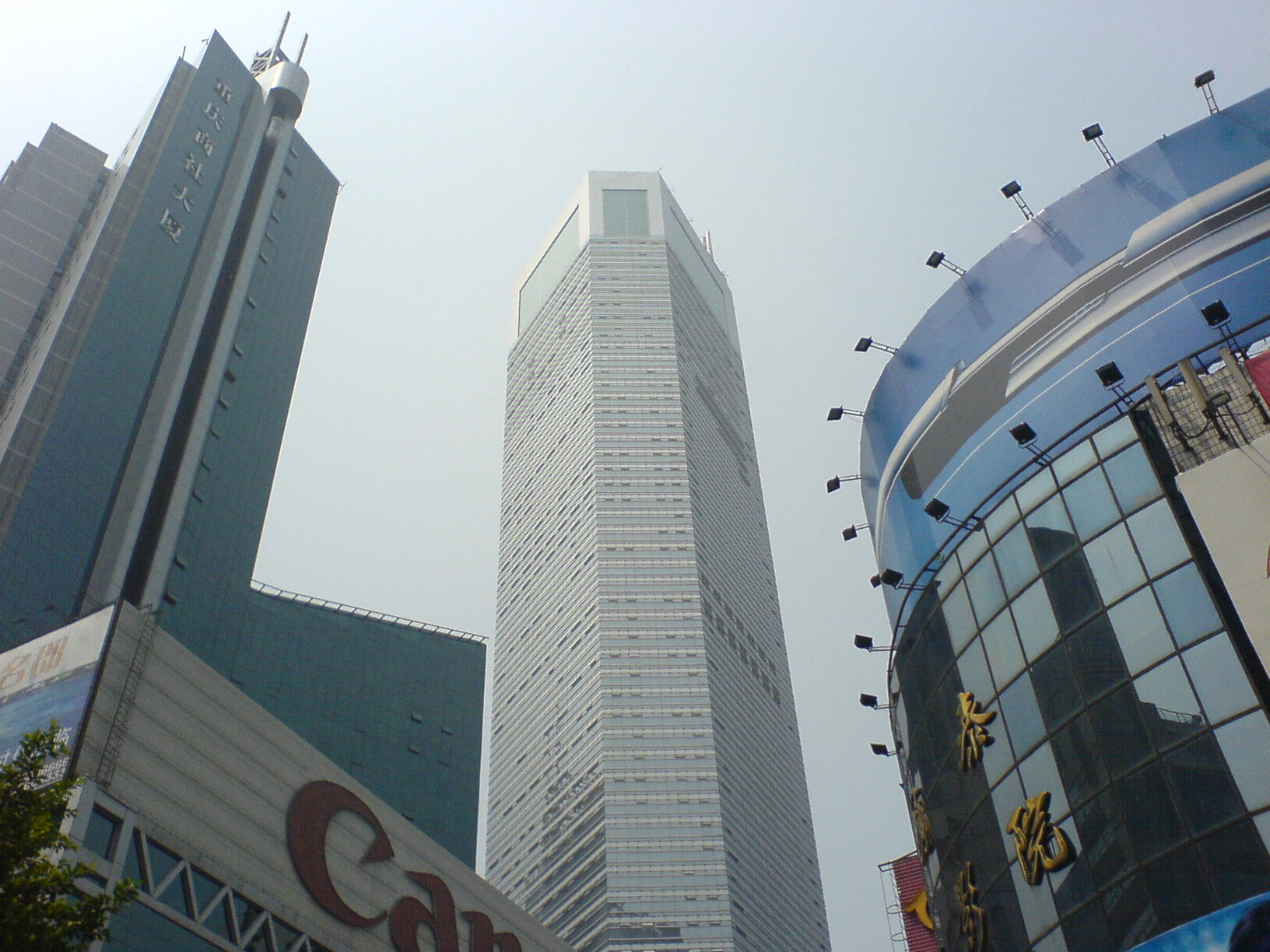